# 沖縄県立北部農林高等学校
沖縄県立北部農林高等学校（おきなわけんりつ ほくぶのうりんこうとうがっこう）は、沖縄県名護市字宇茂佐にある県立農業高等学校。

## 学校長
- 喜屋武　勝

## 沿革
沖縄県立北部農林高等学校 > 学校要覧 > 沿革概要(R5)より参照

### 前史
- 1902年（明治35年）4月13日 - 国頭郡各間切島組合立農学校として開校[1]
- 1911年（明治44年）10月1日 - 沖縄県立国頭農学校に改称
- 1916年（大正5年）3月21日 - 嘉手納に移転。沖縄県立農学校に改称
- 1923年（大正12年）4月1日 - 沖縄県立農林学校に改称
- 1945年（昭和20年）- 沖縄戦により廃校

### 北部農林高等学校
- 1946年（昭和21年）1月28日 - 北部農林高等学校として開校。名護農業試験場と併設
- 1949年（昭和24年）2月5日 - 名護市に移転
- 1956年（昭和31年）4月5日 - 定時制課程農業科を新設
- 1958年（昭和33年）4月1日 - 農産加工科（のち食品製造科に改編）を新設
- 1972年（昭和47年） - 沖縄返還に伴い沖縄県に移管
- 1989年（平成元年）4月1日 - 農業科を廃止し、熱帯農業科および園芸工学科を新設
- 1990年（平成2年）4月1日 - 林業科を林業緑地科に、生活科を生活科学科に、食品製造科を食品科学科に改編。定時制課程に単位制を導入

## 学科
全日制
- 熱帯農業科 - 日本で一つだけしかない学科
- 園芸工学科
- 林業緑地科
- 生活科学科
- 食品科学科

定時制
- 農業科

## 部活動
- 生物研究部
- レスリング部
- 駅伝部
- 野球部
- バスケットボール部（男子・女子）
- バレー部（男子・女子）
- テニス部
- サッカー部
- ラグビー部
- 空手道部(男子・女子)
- 相撲部
- ダンス部

## アクセス
- 名護バスターミナルより徒歩約5分
- 琉球バス交通・沖縄バス　65・本部半島（渡久地）線 北濃前バス停下車。徒歩約1分

## 著名な出身者
- 江藤光喜 - プロボクサー
- アフロマニア - バンドグループ
- 比嘉照夫 - 名桜大学国際EM技術研究所々長 教授（EM開発者）、琉球大学名誉教授
- 根路銘国昭 - ウイルス学者。元生物資源利用研究所所長、国立予防衛生研究所（現・国立感染症研究所）呼吸器系ウイルス研究室室長、WHOインフルエンザ呼吸器ウイルス協力センター長。北海道大学獣医学部卒。
- 与那嶺幸人 - 今帰仁村長
- 大城勝正 - 伊江村長
- 外間政吉 - オリオンビール元名護工場常勤相談役、YFU沖縄地区代議員議長
- 宮乃風陽 - 大相撲力士

## エピソード
- 沖縄在来豚 アグーの遺伝資源としての保存・維持活動、その豚を使ったF1（チャーグー）の作出 （熱帯農業科）
- 2008年には沖縄県高等学校演劇研究大会で最優秀賞を獲得。那覇西高校とともに九州高等学校演劇研究大会に出場し、北部農林高校は優良賞を受賞した（沖縄県の代表枠は2枠で県大会上位2校）。
- レスリング部が、沖縄県高等学校新人体育大会にて団体の部19連覇達成（2008年11月）